# Delphinium yuanum
Delphinium yuanum är en ranunkelväxtart som beskrevs av Chen. Delphinium yuanum ingår i släktet storriddarsporrar, och familjen ranunkelväxter. Inga underarter finns listade i Catalogue of Life.